# 四號鎮區 (堪薩斯州摩里斯縣)
四號鎮區（英語：Township 4）為美國堪薩斯州摩里斯縣轄下的鎮區。2010年美国人口普查中該鎮區人口有236人。

## 地理
四號鎮區涵蓋總面積為154.84平方（59.78平方英里），其中154.25平方（59.56平方英里）為陸地，0.59平方（0.23平方英里）或0.38%為水域。海拔高度433（1,421英尺）。

## 人口統計
根據2010年美國人口普查，四號鎮區人口有236人，住房112戶，人口密度為1.52人/每平方公里。此鎮區居民之種族中，白人有219人，非裔美國人有0人，美洲原住民有0人，亞裔美國人有0人，太平洋島裔美國人有0人，其他種族有8人，混血種族則有9人。此外此鎮區有23人為西班牙裔或拉丁裔美國人。

## 交通

### 主要公路
- 4號堪薩斯州州道